# 모두가 진실이다
모두가 진실이다(It's All True)는 미국에서 제작된 오슨 웰스 감독의 1993년 다큐멘터리 영화이다. 미겔 페레 등이 주연으로 출연하였고 장-뤽 오르미에레스 등이 제작에 참여하였다.

## 출연
- 미겔 페레